# بروك غرينبيرغ
بروك ميغان غرينبيرغ (بالإنجليزية: Brooke Greenberg)‏ (8 كانون الثاني 1993- 24 تشرين الأول 2013)، أمريكية بقيت جسدياً وإدراكياً مثل طفل دارج بغض النظر عن تقدمها بالعمر. كانت تقترب من عمر الثلاثين ولا زالت بطول 76 سم وبوزن 7.3 كيلو غراماً وعمرها العقلي تقديرياً كان كطفل بعمر 9 أشهر إلى سنة. صنف أطباء بروك الحالة تحت اسم المتلازمة اكس X.

## الولادة والحياة المبكرة
ولدت بروك في الثامن من كانون الثاني للعام 1993 في مستشفى سيناء في بالتيمور في ولاية ميرلاند. والداها هاورد وميلاني غرينبيرغ. كانت الولادة قيصرية وقبل شهر من موعدها بسبب النمو المتقطع، كان وزنها وقت الولادة 1.8 كيلو غراماً. ولدت بخلع مفصل وركي أمامي، وهذه الحالة سببت استدارة ساقيها باتجاه كتفيها، وقد عولجت جراحياً، أما ما تبقى فقد كانت بروك تبدو طفلة طبيعية.
خلال سنواتها الست الأولى مرت بسلسلة من الحالات الطبية غير المفسرة والتي تعافت منها. فقد عانت من سبع قرحات معدية مثقبة وعانت من نوبة تشنج، بعد ذلك أصيبت بسكتة دماغية ولم يصبها أي ضرر جراء ذلك. في سن الخامسة كانت لدى بروك كتلة في دماغها تسببت لها بنوم عميق (بعد التأكد من أنها لم تكن غيبوبة)، وحين استيقظت لاحقاً لم يجد الأطباء أي ورم. يقول طبيب بروك لورانس باكولا إن مصدر مرضها المفاجئ لا زال مجهولًا.
قال والدها خلال لقاء معه إن ابنته توقفت عن النمو بين سن الرابعة والخامسة، وأنتج وثائقي عن بروك اسمه (Child Frozen In Time) وعرض لأول مرة على TLC في التاسع من أب عام 2009.

## الحالة غير المفسرة
زارت عائلة غرينبيرغ العديد من الاختصاصيين على مدى السنوات بحثاً عن تفسير لحالة ابنتهم الغريبة، لكن لم يكن هناك تشخيص سوا من المتلازمات الجينية المعروفة أو الشذوذ الصبغي. وثقت حالة بروك في عمر الثماني سنوات في برنامج Dateline وكانت لا تزال بحجم طفل بعمر الستة أشهر بوزن 5.9 كيلو غراماً وطول 76 سم. قالت والدة بروك ميلاني: «قال الأطباء سوف تلحق بعمرها، ذهبنا إلى أخصائي تغذية وأخصائي غدد صماء. جربنا العلاج بهرمون النمو..» ولكنه لم يؤثر. أما والدها هاورد فقد قال: «لم يزد وزنها ولا أونصة، ولم يزد طولها ولا إنشاً.. هنا عرفت أن هناك مشكلة». بعد فشل العلاج بهرمون النمو وعدم قدرة الأطباء على تشخيص الحالة، وضعوها تحت اسم المتلازمة X.
ذهبت عائلة غرينبيرغ إلى مركز جونز هوبكنز للأطفال العديد من المرات، حتى إنهم أخذوا بروك إلى مستشفى جبل سيناء في نيويورك لإيجاد أي معلومة تتعلق بوضع ابنتهم، حين فحص علماء الوراثة تسلسل جيناتها لم يعثروا على ما يرتبط بأمراض الشيخوخة المبكرة على عكس مرضى متلازمة ويرنر والشياخ بروجيريا.

## الدراسات الطبية
في عام 2006 قال ريتشارد ووكر وهو عالم فيزيولوجيا الغدد الصماء في كلية الطب بجامعة ساوث فلوريدا إن جسم بروك لا يتطور كوحدة متسقة ولكن على شاكلة أجزاء مستقلة بون تزامن. لم يشخص وضع بروك بأي اضطراب وراثي معروف أو شذوذ صبغي والذي كان من شأنه أن يوضح حالتها. كانت القسيمات الطرفية Telomeres لديها تبدو أنها تقصر عن المعدل الطبيعي.
في عام 2009 قال ووكر: "هناك تغيرات صغيرة جداً في عقل بروك ومختلف أجزاء جسدها، بدل أن تكون كلها بنفس الوضع فإنها تبدو غير متصلة"، أوضح ووكر أن عقل بروك كان مشابهاً لعقل طفل حديث الولادة، فقدر عمرها العقلي بتسعة أشهر إلى سنة. استطاعت بروك التمييز بين الأصوات لكنها لم تستطع الكلام، عظامها تشابه عظام طفل في العاشرة، وبقيت أسنانها لبنية، ما جعل عمرها التقديري ثماني سنوات. قال ووكر: "تقدم لنا حالة بروك فرصة فريدة لنفهم عملية التقدم في العمر.
كانت أجزاء مختلفة من جسدها تتطور بمعدلات مختلفة، كما لو أنها أعضاء منفصلة لا تنتمي إلى جسد واحد". لكن ووكر لم يوضح إن كانت الجينات المسؤولة عن التطور هي ذاتها المسؤولة عن التقدم في العمر "الشياخ".

## الوفاة
توفيت بروك في 24 تشرين الأول في عام 2013 في مستشفى هيرمان ووالتر ساموئيلسن للأطفال في مركز سيناء الطبي في بالتيمور في ذات المستشفى الذي ولدت فيه. أقيمت جنازتها في 27 تشرين الأول وفي نفس اليوم دفنت في مقبرة بالتيمور العبرية. كان سبب وفاتها تلين القصبات الهوائية وهي حالة عادة ما تصيب الأطفال وتسبب صعوبة في التنفس بسبب ضعف الغضاريف في جدران أنابيب الشعب الهوائية.

## حالات مماثلة
اعتقد الطبيب ووكر أن حالة بروك غرينبيرغ نتجت عن فشل جينات السيطرة المركزية. وقد تعرف على حالتين مماثلتين من مشاكل النمو: غابرييل وليامز من مونتانا (ولد في 2004)، ونيكي فريمان من أستراليا (ولد في 28 كانون الأول عام 1969) رجل راشد يبدو كصبي مراهق.
حُددت حالة غابرييل وليامز بطفرة جينية، أما نيكي فريمان فقد شُخص بتشوه في الغدة النخامية.
ماريا أودينيتي دو ناسيمنتو، امرأة برازيلية تعيش في بلدة كوشيا بالقرب من فورتاليزا في ولاية سيارا بالبرازيل، كان يُعتقد أنها تعاني من حالة مماثلة لحالة غرينبيرغ، حيث ولدت في أيار عام 1981 لكنها توقفت عن النمو بعد تسعة أشهر، وشُخصت حالتها بقصور حاد في الغدة الدرقية.
في أيار عام 2015 بلغ أن ليلى كولز من أوكلاهوما تبدو كأنها تبلغ من العمر 9 أو 10 أشهر، ولكنها تبلغ من العمر 3 سنوات. وهي واحدةٌ من بين سبعة أطفال في العالم يعانون من المتلازمة X, وجد باحثون في جامعة كاليفورنيا في لوس أنجلوس أن دماء أطفال المتلازمة X تتقدم في السن بشكل طبيعي. ظهرت ليلى أيضاً في فيلم وثائقي بعنوان «الفتيات اللواتي لا يتقدمن في السن» The Girls Who Don't Age وعُرض هذا الفيلم الوثائقي في 18 تموز عام 2016 على TLC.
في تموز عام 2016 أفيد أن أليسا بنينغتون من نيو مكسيكو تبدو وكأنها تبلغ من العمر خمس سنوات، لكنها كانت تبلغ 12 عاماً، وهي حالة أخرى من المتلازمة X.
الحالة الأخرى التي أبلغ عنها في تموز عام 2016 هي جينيفر ساندوفال من كولورادو. رغم أنها تبدو بعمر الأربع سنوات لكنها كانت في الثانية والعشرين من العمر.
في نيسان عام 2017، أبلغ تلفزيون NTD عن مانبريت سينغ من قرية في شمال مانسا في الهند. يبلغ من العمر 22 عاماً ويبلغ طوله 23 أنشاً فقط، وقد وُلد بعد عشرة أشهر من الحمل. لم يظهر أي علامات للنمو والتطور مثل التحدث. عزى الأطباء حالته لتأخر ولادته ونقص هرمونات النمو.
حالة أخرى بلغ عنها عام 2017 أنغوس بالمز من ماكلسفيلد في المملكة المتحدة، بعمر الثالثة عشر كان طوله 3 أقدم وإنشاً واحداً. يعتقد أن لديه إزفاء صبغيًا.
كانت أنسجة الدم لخمس حالات أخرى لإناث مصابات بالمتلازمة X (معدل أعمارهن 6.3) مناسبة لنفس العمر استناداً إلى مؤشر حيوي للشيخوخة epigenetic clock، لكن أكبر الحالات 14 عاماً ونصف كانت أكبر من عمرها الزمني بثلاث سنوات، ولم يعرف إن كان العمر الجيني لبقية الأنسجة مناسباً للمصابين بهذا المرض أم لا.

## متلازمة استدامة المرحلة اليرقية
أرسلت عينات الدم للفتيات المصابات بهذه المتلازمة إلى الطبيب رادوي درماناك في سان فرانسيسكو، والذي فحص تسلسل كامل الجينات ووجد رابطاً مشتركاً بينها، ما أدى إلى تسميتها بمتلازمة استدامة المرحلة اليرقية بدلًا عن المتلازمة X.